# Jordi Mboula Queralt
Jordi Mboula Queralt (Granollers, 6 de març de 1999) és un futbolista professional català que juga com a migcampista al Racing de Santander.

## Carrera de club

### Inicis
Nascut a Catalunya de pare congolès i mare catalana, Mboula els pares van conèixer a la Xina, i va estar dos anys de la seva joventut allà. A l'edat de 9 anys, Mboula va començar a jugar a futbol amb el club local Ametlla CF durant sis mesos, abans de fitxar per l'EC Granollers per un any, i finalment al FC Barcelona.

### Mònaco
Membre de La Masia del Barça Mboula va marxar a l'AS Monaco el 21 de juliol de 2017, amb contracte fins al 2022. Va fer el seu debut com a professional amb el Mònaco en un partit de Ligue 1 empatat 0–0 a casa contra l'Amiens SC el 28 d'abril de 2018, i entrant com a substitut de Rony Lopes pels sis minuts finals. El 19 de maig, en l'últim partit de la temporada, va reemplaçar el mateix jugador en temps afegit i va marcar el seu primer gol en un 3–0 contra el descendit Troyes AC.
El 15 de juliol de 2019, Mboula va ser cedit a l'equip belga Cercle Brugge K.S.V. per un any. El següent 29 gener, va retornar a Espanya després d'acordar una cessió per sis mesos amb la SD Huesca de Segona divisió.

### RCD Mallorca
El 17 de setembre de 2020, Mboula va signar un contracte de quatre anys amb RCD Mallorca, recentment descendit a la segona divisió.

## Carrera internacional
Mboula formà part de l'equip d'Espanya sub-17 que fou finalista a l'Europeu sub-17 de la UEFA de 2016 a l'Azerbaitjan. Va marcar en el partit inaugural, guanyat per 2–0 contra els Països Baixos.